# Антара ибн Шаддад

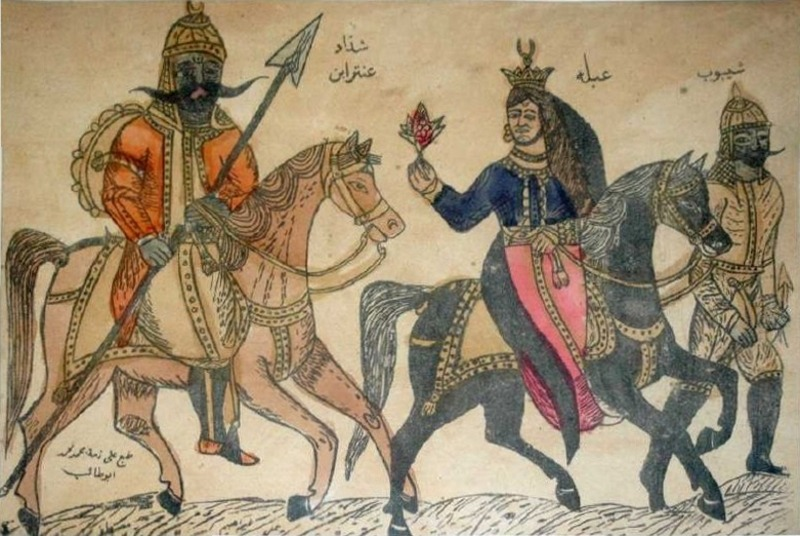
Антара и Абла. Египетский лубок XIX в.

Антара ибн Шаддад (араб. عنترة بن شداد العبسي‎; полное имя Антара ибн Шаддад ибн Амр ибн Муавия аль-Абси, ок. 525 — 608) — арабский поэт доисламской эпохи. Автор одной из муаллак.

## Биография
Антара ибн Шаддад родился в семье старейшины племени бену-абс (абситов), был незаконнорождённым сыном чернокожей рабыни. Испытывая, вероятно, некоторые проблемы из-за своего цвета кожи, сочинил, согласно легенде, следующее четверостишие:

Я чёрен, как мускус, черно моё тело

Мою черноту кислотой б не свели.

Но дух мой от всякого чёрного дела

Далёк, словно выси небес от земли!

В своих стихах воспевал преимущественно свою возлюбленную Аблу и описывал многочисленные битвы, в которых принимал участие. За боевой дух стихи Антары высоко ценились арабами. Полностью дошла до нас лишь одна касыда.
Вокруг личности Антары ибн Шаддада сложился цикл легенд, ему посвящён народный роман «Деяния Антары» («Сират Антара»), приписываемый филологу VIII века аль-Асмаи, весьма популярный в средневековых Сирии и Египте. В реальности первая редакция романа восходит ко времени крестовых походов (конец XII века). В романе сохранилось много персидских легенд. «Деяния Антары» написаны рифмованной прозой, в которую включено более 10 тысяч стихов. В восточных изданиях (начиная с 1869 года) роман занимает 32 тома.
В 1968 году Главная редакция восточной литературы издательства «Наука» АН СССР опубликовала сокращенный прозаический русский перевод И. Фильштинского и Б. Шидфар под заглавием «Жизнь и подвиги Антары», проиллюстрированный оригинальными рисунками из каирских изданий романа, представляющими собой образец арабского позднесредневекового лубка.

## Экранизация
- «Антар, Чёрный принц» (Antar bin Chaddad) — художественный фильм режиссёра Нияза Мустафы (Египет, 1961). В роли Антары снялся египетский актёр Фарид Шауки (1920-1998).